# Wilhelm Detmer
Wilhelm Alexander Detmer (* 11. April 1850 in Hamburg; † 12. Dezember 1930 ebenda) war ein deutscher Pflanzenphysiologe.

## Leben
Wilhelm Detmer studierte ab 1868 Landwirtschaft an der Landwirtschaftlichen Hochschule Hohenheim. 1870 wechselte er an die Universität Leipzig, wo er 1871 bei Wilhelm Knop im Fach Bodenkunde promoviert wurde. 1872 wechselte er an die Universität Halle. 1875 habilitierte er sich an der Universität Jena im Fach Pflanzenphysiologie. Zunächst Privatdozent, wurde er am Botanischen Institut in Jena 1879 zum außerordentlichen Professor ernannt und 1925 zum ordentlichen Professor für Bodenkunde, Samenphysiologie und Pflanzenphysiologie berufen. 1925 wurde er emeritiert. Im Jahr 1883 wurde er zum Mitglied der Leopoldina gewählt.
Detmer arbeitete insbesondere auf dem Gebiet der Keimphysiologie. Zudem verfasste er Lehrbücher zur Bodenkunde und Pflanzenphysiologie.

## Ehrungen
- Ernennung zum Hofrat[2]
- Ernennung zum Ehren-Alten Herrn des Corps Rheno-Guestphalia Leipzig[2]

## Schriften
- Die natürlichen Humuskörper des Bodens und ihre landwirtschaftliche Bedeutung, 1871
- Physiologisch-chemische Untersuchungen über die Keimung ölhaltiger Samen und die Vegetation von Zea mays, 1875
- Die naturwissenschaftlichen Grundlagen der allgemeinen landwirtschaftlichen Bodenkunde, 1876
- Vergleichende Physiologie des Keimungsprocesses der Samen, 1880
- Lehrbuch der Pflanzenphysiologie, 1883
- Das pflanzenphysiologische Praktikum, 2. Auflage 1895
- Botanische Wanderungen in Brasilien – Reiseskizzen und Vegetationsbilder, 1897
- Botanische und landwirtschaftliche Studien auf Java, 1907